# Нересница
Нересни́ца (укр. Нересниця) — село в Тячевском районе Закарпатской области Украины, расположенное на реке Тересве. Административный центр Нересницкой сельской общины.
Население по переписи 2001 года составляло 3732 человека. Почтовый индекс — 90540. Телефонный код — 3134. Занимает площадь 0,044 км². Код КОАТУУ — 2124484801.